# Rochers de Puychaud

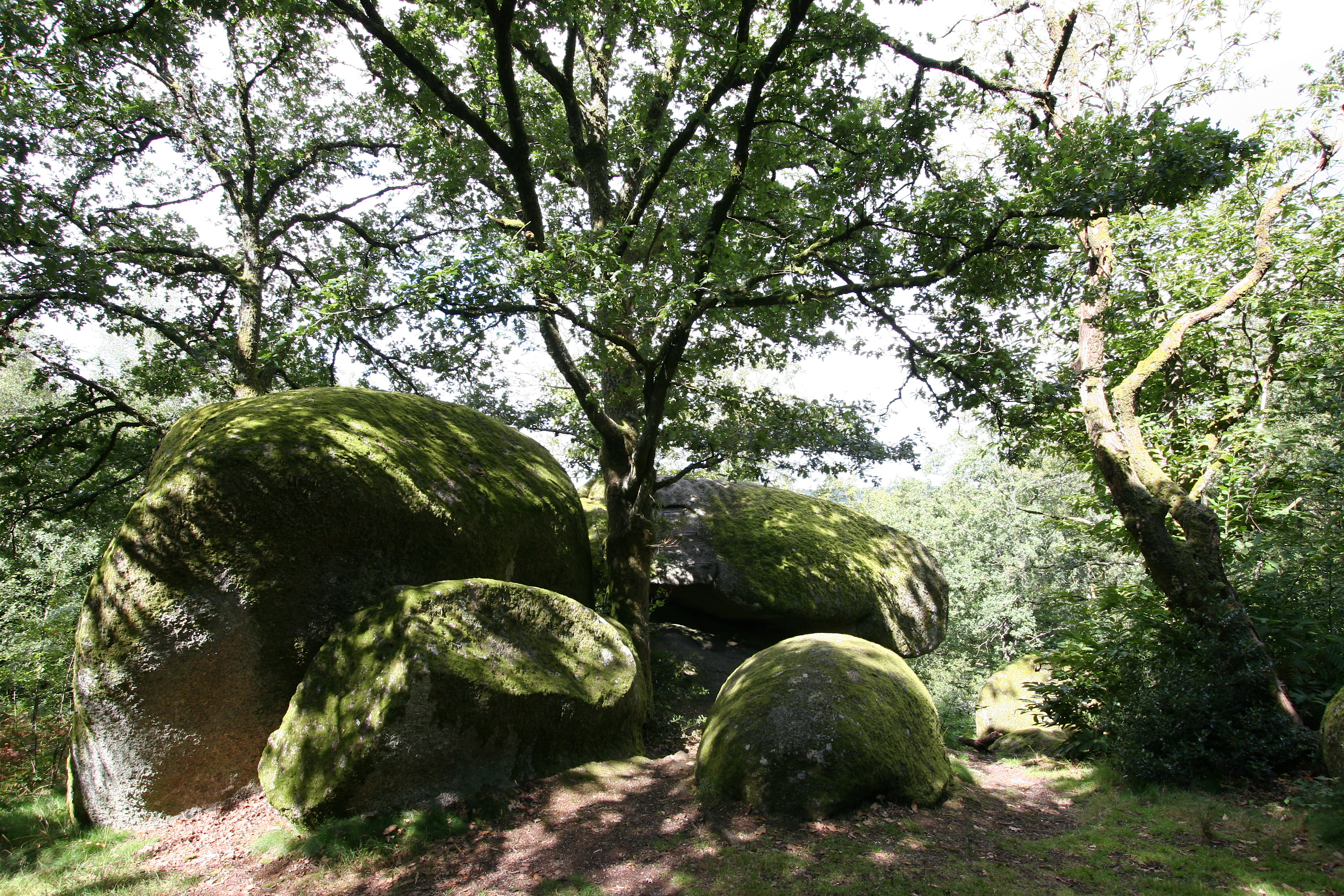
Vue d'ensemble des rochers.

Les rochers de Puychaud sont de gros blocs granitiques situés dans les monts de Blond dans le département de la Haute-Vienne, à environ 450 mètres d'altitude. Selon une récente tradition populaire, ils marqueraient la frontière entre pays d'oc et pays d'oïl. En réalité, la langue d'oc est parlée jusqu'à 40 km plus à l'ouest dans le département de la Charente et jusqu'à 50 km plus au nord, à l'extrême sud du département de l'Indre.
Une plaque célèbre le chantre de l'occitanisme Frédéric Mistral.

## Légendes
Ce site formé d'énormes rochers aux formes arrondies inspira de nombreuses légendes dont voici l'une.
Il était une fois une pauvre veuve qui allait de village en village, quêtant ici une place pour dormir, là un peu de nourriture pour elle et ses deux enfants en bas âge. Les grands froids étaient venus et Noël approchait. La veille de ce jour, la pauvre femme arriva dans une bourgade du Limousin appelée Blond. Comme elle s’arrêtait à une porte pour demander du secours, elle entendit une voix qui disait :
-Irons-nous à Puy-Chaud quand sonnera minuit ? Vous savez bien, enfants, que le plus grand rocher s’ouvre la nuit de Noël et découvre tout le temps que le prêtre élève l’hostie une grotte emplie d’or et de pierres précieuses ?
Sans écouter davantage et tirant ses enfants par la main, la veuve arriva sur la colline. A bout de forces, elle s’assit contre le plus gros rocher. En bas, où l'on devinait Blond tassé autour de son église, les sons joyeux de la cloche montèrent. La messe de minuit allait commencer. Soudain, un bruit étrange se produisit. Le roc s’était ouvert. Dans une caverne lumineuse brillaient des monceaux d’or et de diamants. La femme se précipita. A pleines mains, elle puisait dans le trésor fabuleux. Mais tandis qu’elle était ainsi occupée, le roc pivota de nouveau. Épouvantée, elle lâcha tout ce qu’elle avait pris et n’eut que le temps de s’enfuir, laissant ces deux enfants dans la caverne qui se referma sur eux.
Folle de désespoir, elle alla demander conseil au curé de Blond qui lui dit de se trouver au même endroit et à la même heure l’année d’après. Et, au Noël suivant, la mère recommença la douloureuse ascension. Bientôt, le rocher s’ouvrit. Au centre de la caverne, les deux enfants reposaient paisiblement, plus forts et plus grands d’une année. Sans même jeter un coup d’œil aux richesses accumulées autour d’elle, la mère se précipita vers eux et les entraîna hors de la caverne, juste comme elle se refermait.
Non loin du chaos granitique se trouve un dolmen semi-enterré, qui est peut-être l'entrée de cette salle du trésor.

## Galerie de photos

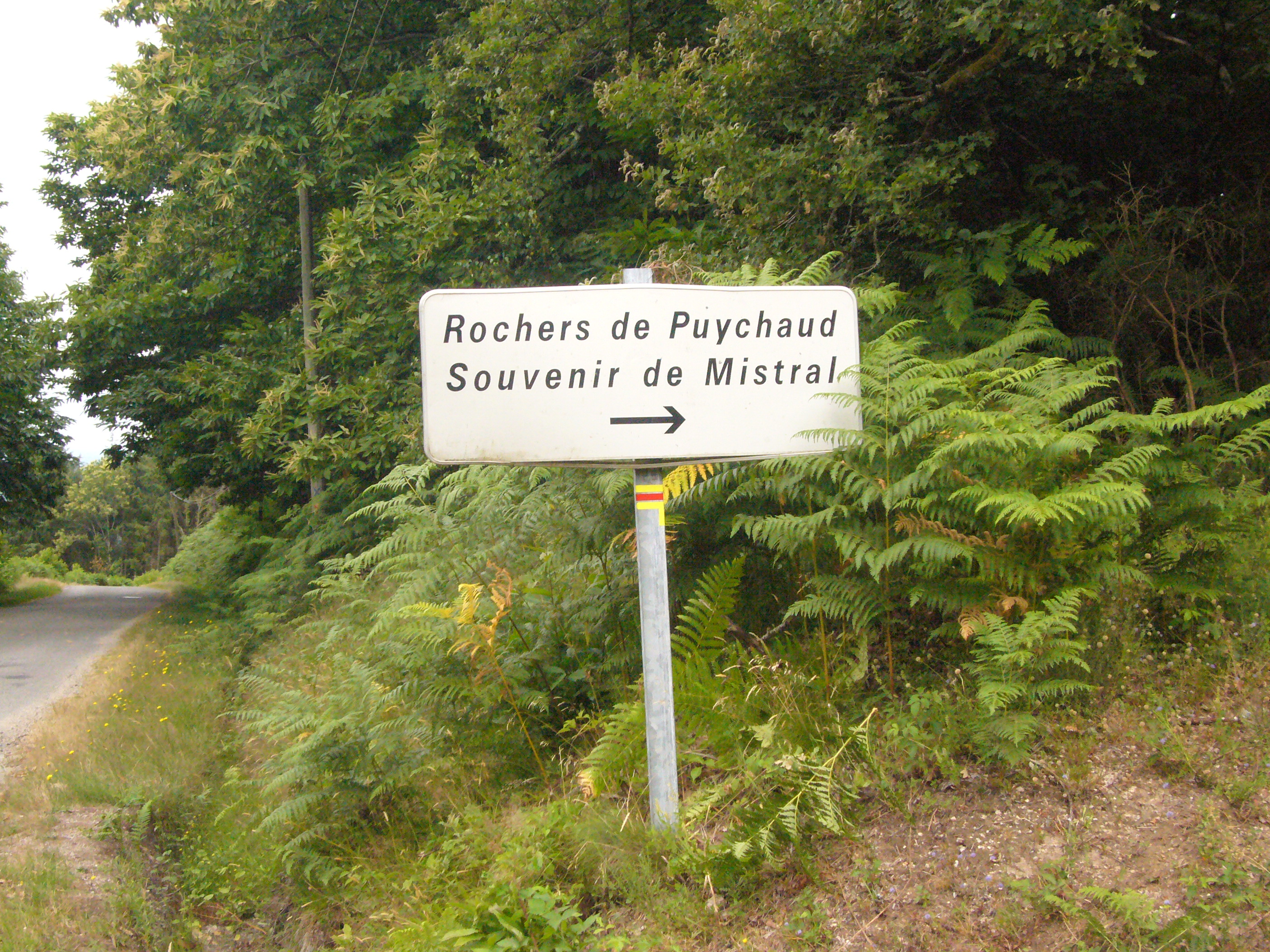
Signalisation du site depuis la route reliant Blond à Javerdat
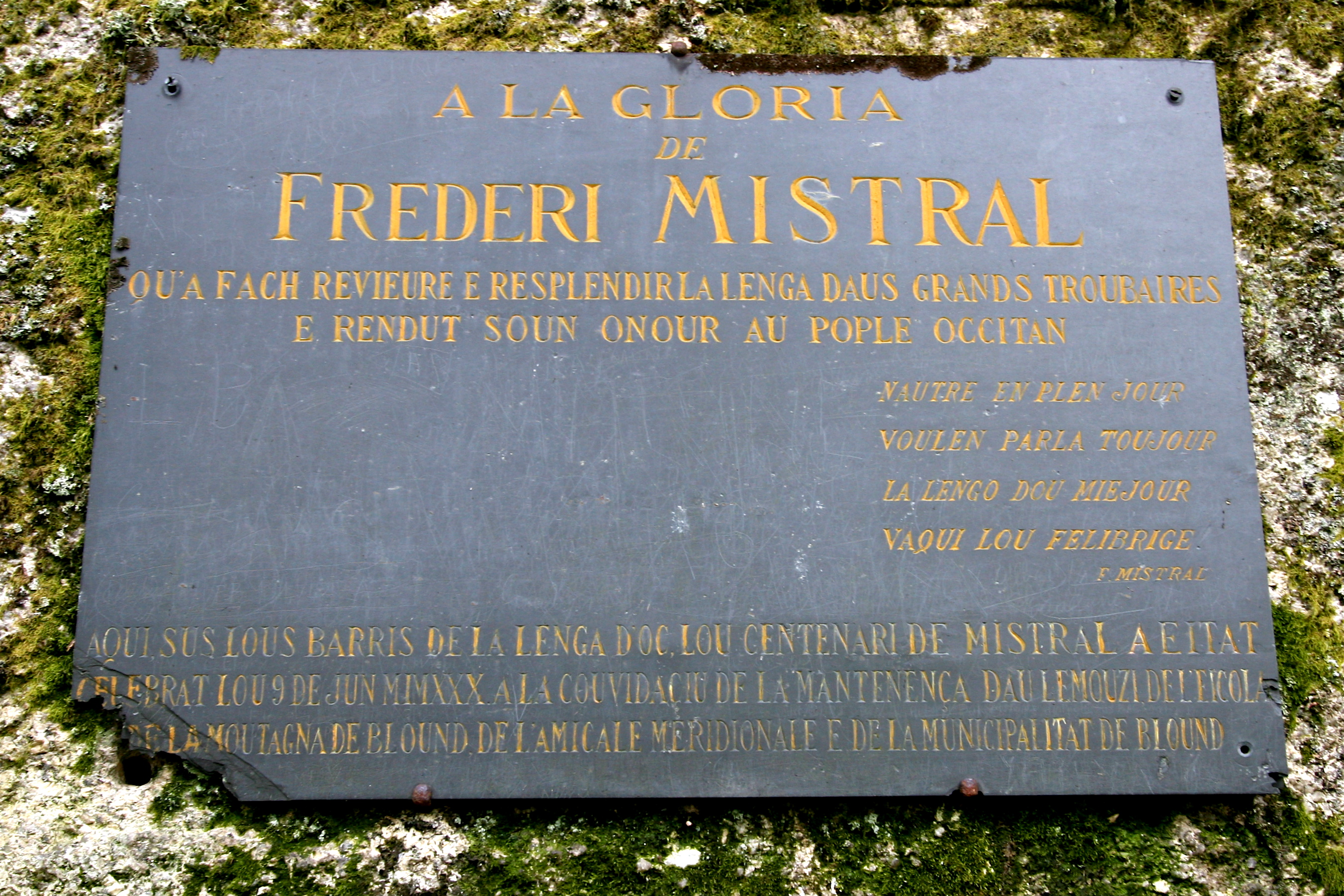
Plaque sur l'un des rochers, écrite en Occitan
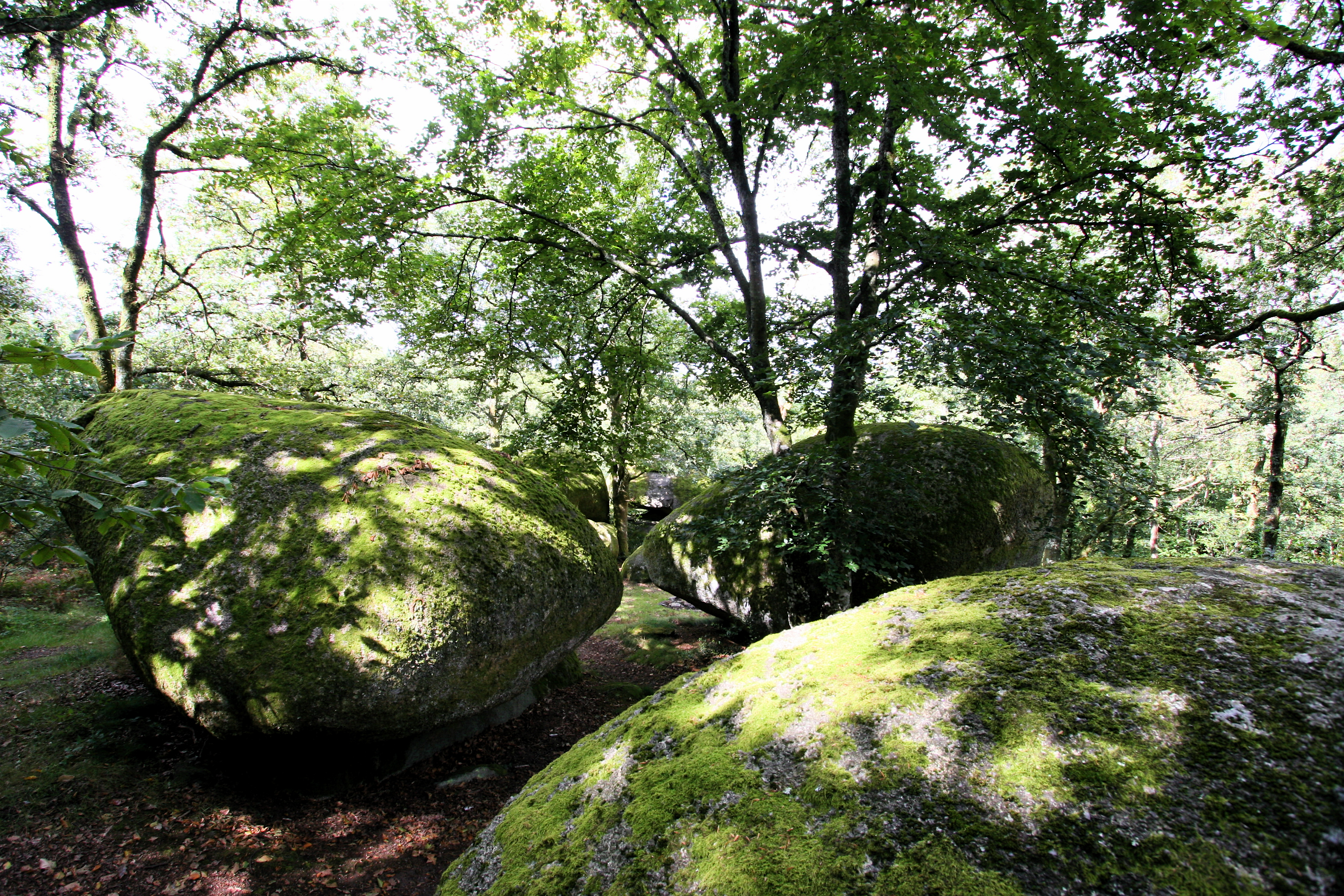
Deuxième vue d'ensemble